# Hospital Ferroviario de Valparaíso
El Hospital Ferroviario de Valparaíso fue un recinto hospitalario ubicado en el cerro Barón de la ciudad de Valparaíso, Chile. Fue inaugrado en 1926, y atendió a los funcionarios de la Empresa de los Ferrocarriles del Estado. Alcanzó prestigio con su sección de traumatología.

## Historia
En 1922 los trabajadores ferroviarios, agrupados en la Mutual Santiago Watt de Valparaíso, solicitaron a la Empresa de los Ferrocarriles del Estado la construcción de un hospital para cubrir ciertas patologías derivadas de sus labores, tal y como ya se había realizado en Antofagasta en 1907. Gracias a la donación de terrenos por parte de los dueños de la hacienda Las Siete Hermanas, y al financiamiento colectivo de todo el gremio, el hospital fue inaugurado en 1926.
La construcción del hospital, que contó con asesoría de médicos franceses e ingleses, incluyó las secciones de traumatología, ortopedia, recuperación y profilaxis. En 1927 entró en funcionamiento el policlínico de emergencia, conocido como «pabellón de yeso». Además de la prestación de servicios a los trabajadores ferroviarios, el hospital comenzó a atender a la Marina Mercante Nacional y a la Sociedad de Tranvías de Valparaíso. Para 1943 el hospital contaba con 52 camas de salas comunes, y 15 de pensionado.
En 1985 el hospital pasó a manos de la Isapre Ferrosalud, que administró el recinto hasta 2003, cuando fue transferido a la Universidad de Chile. La casa de estudios pensaba habilitarla como un anexo de su Hospital Clínico, pero no hizo uso efectivo del inmueble hasta su cierre definitivo en 2008.
En 2014 comenzó en el lugar la construcción de un conjunto de departamentos habitacionales, que conservaron la fachada del antiguo hospital de estilo neoclásico.